# Sport-Gemeinschaft Union Solingen 97 1977-1978
Questa voce raccoglie le informazioni riguardanti la Sport-Gemeinschaft Union Solingen 97 nelle competizioni ufficiali della stagione 1977-1978.

## Stagione
Nella stagione 1977-1978 l'Union Solingen, allenato da Horst Franz, concluse il campionato di 2. Bundesliga al 9º posto. In Coppa di Germania l'Union Solingen fu eliminato al primo turno dal Schwarz-Weiß Essen.

## Rosa
| N. |                     | Ruolo | Calciatore      |
| -- | ------------------- | ----- | --------------- |
|    | Germania (bandiera) | P     | Helmut Pabst    |
|    | Germania (bandiera) | P     | Meinolf Schulte |
|    | Germania (bandiera) | P     | Helmut Träries  |
|    | Germania (bandiera) | D     | Edgar Evenkamp  |
|    | Germania (bandiera) | D     | Wolfgang Fabian |
|    | Austria (bandiera)  | D     | Alfred Haffner  |
|    | Germania (bandiera) | D     | Karlheinz Höfer |
|    | Germania (bandiera) | D     | Dirk Hupe       |
|    | Germania (bandiera) | C     | Peter Feiten    |
|    | Germania (bandiera) | C     | Peter Gorny     |
|    | Serbia (bandiera)   | C     | Vojin Jovanovic |

| N. |                     | Ruolo | Calciatore           |
| -- | ------------------- | ----- | -------------------- |
|    | Germania (bandiera) | C     | Wolfgang Krüger      |
|    | Germania (bandiera) | C     | Horst Kuballa        |
|    | Germania (bandiera) | C     | Norbert Lenzen       |
|    | Germania (bandiera) | C     | Wolfgang Schönberger |
|    | Germania (bandiera) | C     | Dieter Suchanek      |
|    | Germania (bandiera) | A     | Hans-Werner Hartl    |
|    | Germania (bandiera) | A     | Karl-Heinz Jonas     |
|    | Germania (bandiera) | A     | Hans Jürgen Lehr     |
|    | Germania (bandiera) | A     | Werner Lenz          |
|    | Germania (bandiera) | A     | Hans-Günther Plücken |

## Organigramma societario
Area tecnica
- Allenatore: Horst Franz
- Allenatore in seconda:
- Preparatore dei portieri:
- Preparatori atletici:

## Calciomercato

### Sessione estiva
| Acquisti | Acquisti          | Acquisti          | Acquisti |
| R.       | Nome              | da                | Modalità |
| -------- | ----------------- | ----------------- | -------- |
| C        | Dieter Suchanek   | Herford           |          |
| A        | Hans-Werner Hartl | Borussia Dortmund |          |
| C        | Norbert Lenzen    | Bonner            |          |
| P        | Helmut Pabst      | Fortuna Colonia   |          |

| Cessioni | Cessioni           | Cessioni             | Cessioni |
| R.       | Nome               | a                    | Modalità |
| -------- | ------------------ | -------------------- | -------- |
| A        | Volker Spazier     | Herford              |          |
| D        | Willi Cryns        | Arminia Bielefeld    |          |
| C        | Hans-Gerd Florian  | Schwarz-Weiß Essen   |          |
| C        | Karl-Heinz Haymann | Alemannia Aquisgrana |          |
| D        | Otto Luttrop       | Chiasso              |          |
| A        | Mileta Rnic        | Arminia Bielefeld    |          |
| D        | Harald Wiesler     | Osnabrück            |          |

### Sessione invernale
| Acquisti | Acquisti | Acquisti | Acquisti |
| R.       | Nome     | da       | Modalità |
| -------- | -------- | -------- | -------- |

| Cessioni | Cessioni | Cessioni | Cessioni |
| R.       | Nome     | a        | Modalità |
| -------- | -------- | -------- | -------- |

## Risultati

### 2. Bundesliga

#### Girone di andata
| Arbitro: | Möller |

|  |           |             |
|  | Marcatori | 54’ Spazier |

| Solingen 14 agosto 1977 2ª giornata | Union Solingen | 0 – 0 referto | Bayer Uerdingen | Stadion am Hermann-Löns-Weg (7 500 spett.)\| Arbitro: \| Broska \| |
| Arbitro:                            | Broska         |               |                 |                                                                    |

| Arbitro: | Uhlig |

|                                   |           |                                 |
| Breuer 26’, 88’ (rig.) Mertes 32’ | Marcatori | 36’ Krüger 57’ Plücken 67’ Lehr |

| Arbitro: | Rieb |

|          |           |                |
| Lenz 86’ | Marcatori | 17’ Mittendorf |

| Arbitro: | Kornrumpf |

|                                   |           |  |
| Stradt 27’ Kehr 35’ Schneider 61’ | Marcatori |  |

| Arbitro: | Broska |

|                           |           |                                |
| Plücken 26’ Lenz 75’, 89’ | Marcatori | 48’ Balcerzak 51’, 69’ Pallaks |

| Arbitro: | Meijerink |

|                          |           |                                                |
| Lenz 4’ Plücken 34’, 45’ | Marcatori | 50’ Gede 53’ Schütte 54’ Möhlmann 76’ Petković |

| Arbitro: | Leyding |

|                          |           |                     |
| Lüttges 29’ Milewski 73’ | Marcatori | 20’ Krüger 62’ Lenz |

| Arbitro: | Wichmann |

|                 |           |  |
| Feiten 10’, 57’ | Marcatori |  |

| Arbitro: | Marchefka |

|          |           |  |
| Abel 73’ | Marcatori |  |

| Solingen 9 ottobre 1977 11ª giornata | Union Solingen | 0 – 0 referto | Arminia Bielefeld | Stadion am Hermann-Löns-Weg (6 000 spett.)\| Arbitro: \| Wippker \| |
| Arbitro:                             | Wippker        |               |                   |                                                                     |

| Arbitro: | Gabor |

|                                           |           |                 |
| Hammes 11’ Babington 17’ Bruns 73’ (rig.) | Marcatori | 90’ (rig.) Lehr |

| Arbitro: | Burgers |

|             |           |             |
| Plücken 70’ | Marcatori | 48’ Pröpper |

| Arbitro: | Broska |

|                       |           |                      |
| Graul 39’ (rig.), 78’ | Marcatori | 61’ Plücken 80’ Lenz |

| Arbitro: | Brückner |

|                    |           |  |
| Höfer 80’ Lehr 85’ | Marcatori |  |

| Arbitro: | Gabriel |

|  |           |                       |
|  | Marcatori | 5’ Fabian 70’ Plücken |

| Arbitro: | Heitmann |

|                            |           |             |
| Hartl 50’, 55’ Plücken 68’ | Marcatori | 20’ Reiners |

| Arbitro: | Lins |

|                      |           |           |
| Krüger 13’, 57’, 84’ | Marcatori | 63’ Hartl |

| Arbitro: | Teichert |

|          |           |                     |
| Lenz 47’ | Marcatori | 76’ (rig.) Hrubesch |

#### Girone di ritorno
| Arbitro: | Milkert |

|              |           |           |
| Lenz 6’, 90’ | Marcatori | 7’ Tänzer |

| Arbitro: | Reichmann |

|              |           |             |
| Mattsson 80’ | Marcatori | 69’ Plücken |

| Arbitro: | Bartnick |

|                                      |           |  |
| Lenz 6’ Höfer 27’ (rig.) Plücken 65’ | Marcatori |  |

| Arbitro: | Jensen |

|                   |           |            |
| Hußner 70’ (rig.) | Marcatori | 90’ Krüger |

| Arbitro: | Osmers |

|                           |           |  |
| Höfer 55’ (rig.) Lenz 56’ | Marcatori |  |

| Arbitro: | Glasneck |

|  |           |                  |
|  | Marcatori | 69’, 83’ Plücken |

| Arbitro: | Schön |

|          |           |          |
| Gede 32’ | Marcatori | 15’ Lenz |

| Arbitro: | Winkler |

|                                 |           |                         |
| Feiten 18’ Hartl 29’ Krüger 50’ | Marcatori | 38’ Milewski 51’ Wunder |

| Arbitro: | Milkert |

|            |           |            |
| Sieger 59’ | Marcatori | 8’ Plücken |

| Arbitro: | Barnick |

|                       |           |           |
| Hartl 30’ Plücken 82’ | Marcatori | 89’ Höfer |

| Arbitro: | Ebner |

|                                  |           |  |
| Eilenfeldt 27’ Pohl 59’ Rnic 64’ | Marcatori |  |

| Arbitro: | Boe |

|                                               |           |                  |
| Lenz 54’, 80’ Jonas 59’ Plücken 75’ Hartl 85’ | Marcatori | 10’, 53’ Bachorz |

| Arbitro: | Wichmann |

|                     |           |  |
| Redder 7’ Fagot 40’ | Marcatori |  |

| Arbitro: | Richter |

|  |           |                            |
|  | Marcatori | 11’, 54’ Baylon 90’ Linßen |

| Arbitro: | Niemann |

|                                                     |           |                      |
| Rogoznica 25’ Schnaars 56’ Ohling 57’, 87’ Amiq 62’ | Marcatori | 8’ Plücken 74’ Gorny |

| Arbitro: | Kespohl |

|                      |           |                                   |
| Kuballa 41’ Lenz 57’ | Marcatori | 61’ Gniech 65’ Klimke 82’ Hörster |

| Arbitro: | Rieb |

|             |           |  |
| Jürgens 46’ | Marcatori |  |

| Arbitro: | Wahmann |

|                                   |           |                                     |
| Lenz 11’, 54’, 73’, 82’ Hartl 56’ | Marcatori | 12’ (rig.) Behrends 50’, 89’ Wallek |

| Arbitro: | Kopka |

|                              |           |  |
| Hrubesch 38’ (rig.) Mill 81’ | Marcatori |  |

### Coppa di Germania
| Arbitro: | Heymann |

|               |           |                                 |
| Lenz 78’, 98’ | Marcatori | 90’ Elm 107’ Berlau-Kirschstein |

| Arbitro: | Hennig |

|                |           |  |
| Priewe 1’, 32’ | Marcatori |  |

## Statistiche

### Statistiche di squadra
| Competizione      | Punti | In casa | In casa | In casa | In casa | In casa | In casa | In trasferta | In trasferta | In trasferta | In trasferta | In trasferta | In trasferta | Totale | Totale | Totale | Totale | Totale | Totale | DR |
| Competizione      | Punti | G       | V       | N       | P       | Gf      | Gs      | G            | V            | N            | P            | Gf           | Gs           | G      | V      | N      | P      | Gf     | Gs     | DR |
| ----------------- | ----- | ------- | ------- | ------- | ------- | ------- | ------- | ------------ | ------------ | ------------ | ------------ | ------------ | ------------ | ------ | ------ | ------ | ------ | ------ | ------ | -- |
| 2. Bundesliga     | 39    | 19      | 10      | 6       | 3       | 40      | 26      | 19           | 3            | 7            | 9            | 20           | 34           | 38     | 13     | 13     | 12     | 60     | 60     | 0  |
| Coppa di Germania | -     | 1       | 0       | 1       | 0       | 2       | 2       | 1            | 0            | 0            | 1            | 0            | 2            | 2      | 0      | 1      | 1      | 2      | 4      | -2 |
| Totale            | 39    | 20      | 10      | 7       | 3       | 42      | 28      | 20           | 3            | 7            | 10           | 20           | 36           | 40     | 13     | 14     | 13     | 62     | 64     | -2 |

### Andamento in campionato
| Giornata  | 1 | 2 | 3 | 4 | 5  | 6  | 7  | 8  | 9  | 10 | 11 | 12 | 13 | 14 | 15 | 16 | 17 | 18 | 19 | 20 | 21 | 22 | 23 | 24 | 25 | 26 | 27 | 28 | 29 | 30 | 31 | 32 | 33 | 34 | 35 | 36 | 37 | 38 |
| --------- | - | - | - | - | -- | -- | -- | -- | -- | -- | -- | -- | -- | -- | -- | -- | -- | -- | -- | -- | -- | -- | -- | -- | -- | -- | -- | -- | -- | -- | -- | -- | -- | -- | -- | -- | -- | -- |
| Luogo     | T | C | T | C | T  | C  | C  | T  | C  | T  | C  | T  | C  | T  | C  | T  | C  | T  | C  | C  | T  | C  | T  | C  | T  | T  | C  | T  | C  | T  | C  | T  | C  | T  | C  | T  | C  | T  |
| Risultato | V | N | N | N | P  | N  | P  | N  | V  | P  | N  | P  | N  | N  | V  | V  | V  | P  | N  | V  | N  | V  | N  | V  | V  | N  | V  | N  | V  | P  | V  | P  | P  | P  | P  | P  | V  | P  |
| Posizione | 5 | 7 | 8 | 9 | 13 | 13 | 13 | 14 | 11 | 13 | 12 | 16 | 16 | 15 | 12 | 9  | 9  | 10 | 10 | 10 | 9  | 8  | 9  | 8  | 7  | 7  | 5  | 6  | 5  | 8  | 6  | 7  | 8  | 8  | 8  | 8  | 8  | 9  |

Legenda:

Luogo: C = Casa; T = Trasferta. Risultato: V = Vittoria; N = Pareggio; P = Sconfitta.

### Statistiche dei giocatori
| Giocatore      | 2. Bundesliga | 2. Bundesliga | 2. Bundesliga | 2. Bundesliga | Coppa di Germania | Coppa di Germania | Coppa di Germania | Coppa di Germania | Totale   | Totale | Totale      | Totale     |
| Giocatore      | Presenze      | Reti          | Ammonizioni   | Espulsioni    | Presenze          | Reti              | Ammonizioni       | Espulsioni        | Presenze | Reti   | Ammonizioni | Espulsioni |
| -------------- | ------------- | ------------- | ------------- | ------------- | ----------------- | ----------------- | ----------------- | ----------------- | -------- | ------ | ----------- | ---------- |
| E. Evenkamp    | 3             | 0             | 1             | 0             | 1                 | 0                 | 0                 | 0                 | 4        | 0      | 1           | 0          |
| W. Fabian      | 37            | 1             | 3             | 0             | 2                 | 0                 | 0                 | 0                 | 39       | 1      | 3           | 0          |
| P. Feiten      | 26            | 3             | 2             | 0             | 2                 | 0                 | 0                 | 0                 | 28       | 3      | 2           | 0          |
| P. Gorny       | 17            | 1             | 0             | 0             | 0                 | 0                 | 0                 | 0                 | 17       | 1      | 0           | 0          |
| A. Haffner     | 22            | 0             | 1             | 0             | 2                 | 0                 | 0                 | 0                 | 24       | 0      | 1           | 0          |
| H. Hartl       | 21            | 7             | 0             | 0             | 0                 | 0                 | 0                 | 0                 | 21       | 7      | 0           | 0          |
| D. Hupe        | 32            | 0             | 0             | 0             | 1                 | 0                 | 0                 | 0                 | 33       | 0      | 0           | 0          |
| K. Höfer       | 26            | 3             | 5             | 0             | 0                 | 0                 | 0                 | 0                 | 26       | 3      | 5           | 0          |
| K. Jonas       | 16            | 1             | 0             | 1             | 1                 | 0                 | 0                 | 0                 | 17       | 1      | 0           | 1          |
| V. Jovanovic   | 38            | 0             | 4             | 0             | 2                 | 0                 | 0                 | 0                 | 40       | 0      | 4           | 0          |
| W. Krüger      | 38            | 4             | 5             | 0             | 2                 | 0                 | 0                 | 0                 | 40       | 4      | 5           | 0          |
| H. Kuballa     | 23            | 1             | 5             | 0             | 1                 | 0                 | 0                 | 0                 | 24       | 1      | 5           | 0          |
| H. Lehr        | 8             | 3             | 0             | 0             | 2                 | 0                 | 0                 | 0                 | 10       | 3      | 0           | 0          |
| W. Lenz        | 38            | 19            | 5             | 0             | 2                 | 2                 | 0                 | 0                 | 40       | 21     | 5           | 0          |
| N. Lenzen      | 30            | 0             | 1             | 0             | 2                 | 0                 | 0                 | 0                 | 32       | 0      | 1           | 0          |
| H. Pabst       | 30            | 0             | 0             | 0             | 0                 | 0                 | 0                 | 0                 | 30       | 0      | 0           | 0          |
| H. Plücken     | 33            | 16            | 3             | 0             | 2                 | 0                 | 2                 | 0                 | 35       | 16     | 5           | 0          |
| M. Schulte     | 1             | 0             | 0             | 0             | 1                 | 0                 | 0                 | 0                 | 2        | 0      | 0           | 0          |
| W. Schönberger | 1             | 0             | 0             | 0             | 0                 | 0                 | 0                 | 0                 | 1        | 0      | 0           | 0          |
| V. Spazier     | 10            | 1             | 0             | 0             | 2                 | 0                 | 0                 | 0                 | 12       | 1      | 0           | 0          |
| D. Suchanek    | 22            | 0             | 0             | 0             | 0                 | 0                 | 0                 | 0                 | 22       | 0      | 0           | 0          |
| H. Träries     | 7             | 0             | 0             | 0             | 1                 | 0                 | 0                 | 0                 | 8        | 0      | 0           | 0          |